# SHOOT BOXING 2018 act.4
SHOOT BOXING2018 act.4（シュートボクシング2018アクト4）は、シュートボクシングの大会の一つ。2018年9月15日、東京都文京区後楽で開催された。

## 大会概要
SB日本スーパーバンタム級王座決定トーナメント準決勝が行われ、植山征紀と笠原友希が決勝に駒を進めた。
3つの王座決定戦が行われた。
SB日本フェザー級王座は笠原弘希
SB日本スーパーフェザー級王座は深田一樹
SB日本ライト級王座決定戦西岡蓮太
がそれぞれ獲得した。

海人の連勝記録を、ムエタイ最高峰の二大殿堂ラジャダムナンスタジアムで現在スーパーライト級王座のチャムアトーン・ファイタームエタイ タイが止めた。

## 試合結果

### オープニングマッチ
オープニングマッチ第1試合　68.0kg契約　 スターティングクラスルール　2分3R延長1R
○  日本 義光 vs.  日本 SHINGO ×
1R 1分32秒終了 TKO（ドクターストップ）

### 本戦カード
第1試合 SB日本スーパーバンタム級王座決定トーナメント準決勝　エキスパートクラス特別ルール　3分3R延長無制限R
○  日本 笠原友希 vs.  日本 川上叶 ×
1R 終了時 KO（左ストレート）
笠原が決勝進出。
第2試合 SB日本スーパーバンタム級王座決定トーナメント準決勝　エキスパートクラス特別ルール　3分3R延長無制限R
○  日本 植山征紀 vs.  日本 伏見和之 ×
2R 2分42秒終了 TKO（右ストレート→レフェリーストップ）
植山が決勝進出。
第3試合 71.0kg契約　エキスパートクラス特別ルール　3分3R延長無制限R
○  日本 坂本優起 vs.  日本 奥田啓介 ×
2R 1分39秒 KO（スタンディングフロントチョーク）
第4試合 50.0kg契約　エキスパートクラス特別ルール 3分3R
○  日本 MIO vs.  日本 山口遥花 ×
3R終了 判定3-0（三者とも30-28）
第5試合 SB日本フェザー級王座決定戦　エキスパートクラスルール　3分5R延長無制限R
○  日本 笠原弘希 vs.  日本 元貴 ×
3R終了 判定3-0（50-48、50-47、50-47）
笠原が新王座に就く。
第6試合 SB日本スーパーフェザー級王座決定戦　エキスパートクラスルール　3分5R延長無制限R
○  日本 深田一樹 vs.  日本 上田一哉 ×
3R終了 判定2‐0（50-49、49-49、50-48）
深田が新王座に就く。
第7試合 SB日本ライト級王座決定戦　エキスパートクラスルール　3分5R延長無制限R
○  日本 西岡蓮太 vs.  日本 村田聖明 ×
再延長R 判定2-1 （10-9、9-10、10-9｜本戦の判定は三者とも50-50、延長1回の判定は9-10、10-10、10-9 ）
西岡が新王座に就く。
第8試合 65.0kg契約　エキスパートクラスルール　3分5R無制限延長R　※ヒジ打ちあり
○  タイ チャムアトーン・ファイタームエタイ vs.  日本 海人 ×
延長R 判定2-0（10-9、10-10、10-9｜本戦の判定は49-50、50-50、50-49）